# Heinz Theiler
Heinz Theiler, né le 12 novembre 1970 (originaire d'Entlebuch), est une personnalité politique suisse, membre du Parti libéral-radical. Il exerce la profession de carrossier.
Il est élu député du canton de Schwytz au Conseil national en octobre 2023.

## Biographie
Heinz Theiler naît le 12 novembre 1970. ll est originaire d'Entlebuch, dans le canton de Lucerne.
Il grandit à Goldau. Il y fait l'école primaire, puis l'école secondaire à Oberarth. Il fait un apprentissage de carrossier dans l'entreprise familiale de Goldau, dont il reprend la direction en 2001.
Il est divorcé et père de deux enfants et habite à Goldau.

## Parcours politique
Il est élu en 2012 au Conseil cantonal de Schwytz et y siège du 27 juin 2012 au 31 octobre 2023. Il s'y profile sur les sujets des impôts et des finances, sur la formation professionnelle et les entreprises et sur les questions institutionnelles.
Il accède au Conseil national en 2023 grâce à l'élection de Petra Gössi au Conseil des États, en tant que premier candidat non élu du même parti.